# Composition d'une équipe de rugby à sept
Une équipe de rugby à sept est composée de sept joueurs ayant des postes bien définis. Trois d'entre eux sont les avants, deux piliers et un talonneur. Les quatre autres sont les arrières avec une charnière composée du demi de mêlée et du demi d'ouverture, puis deux trois-quarts (un au centre et l'autre à l'aile),,,.
En tout douze joueurs figurent sur la feuille de match, et cinq changement peuvent donc être effectués.
Si en théorie les joueurs, du pilier à l'ailier, ont chacun un numéro attribué, de 1 à 7, à l'image du rugby à XV, dans la pratique c'est moins le cas. Cela peut s'expliquer par le fait que les équipes jouent souvent plusieurs matchs dans la même journée, les joueurs gardant le même numéro d'un match à l'autre, qu'ils soient titulaires ou remplaçant. 

## Avants
Les avants forment une unique ligne à trois, qui participe aux mêlées (3 contre 3) et aux sauts en touche.
Ils partagent avec les avants du rugby à XV un rôle prépondérant dans l'organisation défensive et la gestion des rucks mais doivent aussi participer aux phases offensives, possédant parfois des qualités de vitesse comparables à celle des arrières.

### Piliers (1 et 3)
Les piliers, comme à XV, évoluent soit à gauche (avec la tête libre en mêlée) soit à droite (avec la tête prise).
À la différence du XV, leur performance en mêlée est moins importante, dans la mesure où elle est moins contestée, les piliers devant surtout se dégager rapidement de celle-ci pour prendre l'espace.

### Talonneur (2)
A l'image des piliers, le talonneur est moins sélectionné pour sa tenue en mêlée que ses capacités athlétiques. D'ailleurs, comme ces derniers, les talonneurs à sept sont souvent d'anciens ailiers, centres ou troisièmes lignes à XV.
Contrairement aux talonneurs à XV, les talonneurs septistes n'effectuent pas le lancer en touche.

## Arrières
Les arrières évoluent à quatre postes différents, dans une organisation semblable à celle du rugby à XV, même si du fait de leur nombre restreint et des aléas des phases de jeu, les permutations d'un poste à un autre sont fréquentes.

### Demis (4 et 5)
Le demi de mêlée à sept joue l'introduction en mêlée mais a aussi le rôle de lancer le ballon au sauteur en touche (il est souvent aussi celui qui récupère ensuite le ballon qui lui est transmis par le sauteur qui l'a capté). 
Par rapport au XV, le demi de mêlée septiste est moins systématiquement présent sur les rucks, du fait de la vitesse et des grands espaces propres à la discipline. 
Le demi d'ouverture évolue dans un rôle semblable a celui à XV, lançant les attaques des arrières. Il est à priori responsable du jeu au pied, même si les interventions au pied dans le jeu sont plus rares à sept. Les coups de pied d'occupation sont notamment assez rares, la possession et le jeu à la main ayant une majeure importance.
Les transformations ou éventuelles pénalités (plus rares) sont généralement tentées par les demis, en drop-goal.

### Trois-quarts (6 et 7)
Les centres et ailiers qui occupent la ligne de trois-quart ont des rôles semblables à leurs équivalents à XV, seulement avec de plus grands espaces à disposition, ce qui rend les attaques plus spectaculaires mais aussi la qualité des soutiens plus déterminante.

## Positionnement offensif
Tous les placements évoqués plus haut sont valables surtout sur les phases arrêtées, c'est-à-dire les mêlées ou les touches. 
Le reste du temps le rôle de chaque joueur est surtout de s'adapter à la situation, même si globalement les avants seront souvent plus impliqués dans les rucks, le demi de mêlée plus proche des rucks, l'ouvreur en retrait derrière lui et l'ailier dans le côté ouvert.

## Positionnement défensif
Par rapport au rugby à XV, la complexité des positionnements défensifs est plus limitée, au vu du faible nombre de joueurs disponibles pour couvrir le terrain.
La défense se fait en général en ligne avec un marquage individuel et des montées en pointes assez rares. Seul élément venant s'ajouter à cette configuration est un joueur en position de libéro restant en arrière de la ligne de défense pour la guider, compenser les sous-nombres défensifs ou couvrir les jeux au pieds offensifs (le jeu au pied d'occupation étant très rare à sept), à l'image de l'arrière à XV. Ce rôle est la plupart du temps tenu par le demi de mêlée, joueur rapide et capable de cornaquer les autres défenseurs.

## Coup de pied de renvoi
Si les relativement rares renvois aux 22 sont en général joués rapidement et à proximité pour récupérer le ballon, les remises en jeu par drop au centre du terrain, pour le coup d'envoi ou après un essai, constituent un des axes stratégiques majeurs du rugby à sept, donnant lieu à de nombreuses combinaisons,. 
Le renvoi est la plupart du temps effectué par le demi de mêlée ou l'ouvreur, en général le même que celui qui effectue les transformations, bien qu'il y ait certaines exceptions comme pour l'Afrique du Sud, avec du Preez qui joue les transformations et Afrika qui effectue les renvois ou la France, avec Barraque à la transformation et Parez au renvoi. 
En coordination avec ce joueur, certains de ses coéquipiers courent vers le lieu de retombée du ballon afin d'essayer de le récupérer dans les airs. Cette responsabilité dans le jeu aérien revient souvent aux piliers (le pilier gauche notamment) ou d'autre joueurs athlétiques et de grande taille comme l'ailier américain Perry Baker,. 
Pour l'équipe qui reçoit le ballon sur la remise en jeu, elle a le choix entre plusieurs types de configurations, incluant généralement plusieurs ascenseurs, formés d'avants et d'arrières, pour récupérer le ballon en hauteur. 